# Michel Rat
Michel Rat, né le 16 mars 1937 à Auvers-sur-Oise, est un joueur de basket-ball français.

## Club
- Paris Université Club

## Palmarès

### Sélection nationale
Championnat du monde
- 5e du Championnat du monde 1963

Championnat d'Europe
- Médaille de bronze du Championnat d'Europe 1959
- 4e du Championnat d'Europe 1961
- 13e du Championnat d'Europe 1963

Autres
- Début en Équipe de France le 8 avril 1959 contre l'Espagne à Bordeaux
- Dernière sélection le 30 janvier 1967 contre la RFA à Hagen

## Distinctions
Il est nommé Gloire du sport par la Fédération des internationaux du sport français (FISF) en 2024,.